# Garpön
Een garpön was een lokale bestuurder in Tibet voor 1959 en delen van vroeger Ladakh. Hij had het commando en gezag over een district of een gebied. In Ladakh was er vaak sprake van een junior- en een seniorgarpön.
Een garpön stond in hoog aanzien bij de bevolking en handhaafde de orde in zijn gebied, hoewel zijn macht en autoriteit informeel was. Het ultieme leiderschap lag in Lhasa, bij de regenten in historisch Tibet en de dalai lama. In sommige regio's en bepaalde tijden lag deze bij andere spirituele leiders, zoals de pänchen lama, maar ook bij lokale vorsten zoals uit de Phagmodru- en de Tsang-dynastie.
Ander Tibetaanse bestuurders waren bijvoorbeeld de kalön tripa (premier) en de tsepön (minister), beide op nationaal niveau (kashag), de depön (legerofficier) en de mipön, eveneens een regionaal bestuurder.